# Гонсалвеш, Луиш Оливейра
Луиш Оливейра Гонсалвеш (порт. Luís de Oliveira Gonçalves, 22 июня 1960) — ангольский футбольный тренер, известный работой с национальной сборной Анголы.

## Карьера тренера
Работал с молодёжной сборной Анголы, которую в 2001 году привёл к триумфу на юношеском чемпионате Африки.
Летом 2003 года Гонсалвешу предложили стать главным тренером национальной сборной Анголы. Историческим достижением тренера стало выведение сборной Анголы к финальной части чемпионата мира 2006 года. По ходу квалификационного турнира ангольцы проиграли лишь одну игру, против сборной Зимбабве и набрали 21 очко. Такое же количество очков набрала сборная Нигерии, которую Ангола опередила в итоговой турнирной таблице благодаря победе в очной встрече, обеспечив таким образом своё первое в истории участие в мировом футбольном турнире.
В начале 2006 года команда Гонсалвеша приняла участие в розыгрыше Кубка африканских наций, где не сумела преодолеть групповой турнир. Набрав одинаковое количество очков с Демократической Республикой Конго, она заняла лишь третье место в группе из-за худшей разницы забитых и пропущенных мячей; для опережения ДР Конго ей не хватило лишь одного забитого мяча. В составе ангольцев наиболее успешно действовал нападающий Амаду Флавиу, который забил три мяча.
Уже через полгода состоялся исторический дебют ангольцев на чемпионате мира. На групповом этапе мундиаля противниками африканцев по группе были сборные Португалии, Мексики и Ирана. Дисциплинированная игра ангольцев в защите, на которую сделал акцент Гонсалвеш, позволила им минимально (0:1) проиграть португальцам и отстоять нулевую ничью против мексиканцев. Перед последним туром команда главного тренера сохраняла шансы на выход из группы, которые не реализовала, добыв лишь ничью (1:1) в игре против Ирана, в которой забила свой исторический первый гол в финальных частях чемпионата мира. Групповой этап Ангола не преодолела, но добыла два очка и заняла третье место, опередив иранцев на один зачётный балл.
В 2008 году Гонсалвеш руководил сборной Анголы на своём втором Кубке африканских наций. На этом турнире его команда преодолела групповой этап, обойдя в турнирной таблице сборные Сенегала и ЮАР и не потерпев на этом этапе ни одного поражения. Однако уже на первой стадии плей-офф, в четвертьфинале им противостояла сборная Египта, которая не без проблем (со счётом 2:1) преодолела ангольский барьер, а впоследствии одержала победу на этом континентальном первенстве.
Вскоре после завершения КАН-2008 Гонсалвеш покинул тренерский штаб сборной.